# Sierra de Gádor
Pour les articles homonymes, voir Sierra.
La sierra de Gádor est une cordillère située à l'extrémité sud-occidentale de la province espagnole d'Almería. Son point culminant est le Morrón de la Launilla, qui s'élève à 2 249 mètres d'altitude.
Elle est bordée au nord par la sierra Nevada, au sud par la mer Méditerranée, à l'est par la sierra Alhamilla et à l'ouest par la sierra de la Contraviesa. À ses pieds s'étend la comarque du Ponant d'Almería (Poniente almeriense), traditionnellement appelé le Campo de Dalías.
Cette chaîne s'étend sur les communes de Felix, Enix, Gádor, Alhama de Almería, Alicún, Huécija, Íllar, Instinción, Rágol, Fondón, Alcolea, Berja, Dalías et Vícar.
Le cœur de la cordillère, qui dépasse les 1 800 m d'altitude, est connue comme El Pelao. Il y existe beaucoup d'anciennes mines de plomb.

## Source
- (es) Cet article est partiellement ou en totalité issu de l’article de Wikipédia en espagnol intitulé « Sierra de Gádor » (voir la liste des auteurs).